# 林茨運動場
林茨運動場（德語：Linzer Stadion）曾是一座位於奧地利林茨的多用途運動場。運動場於1952年7月28日啟用，並主要用作足球比賽。和藍白曾使用球場作球隊主場之用。
運動場於2012年曾作翻修，並增設坐凳栏杆，令球迷站立區更安全。
2020年7月，宣布在林茨運動場的原址興建新的運動場，並將在2021年動工。新建成的Raiffeisen競技場於2023年2月啟用。